# Douglas DT
Douglas DT 
byl dvouplošný torpédový bombardér, který představoval první vojenskou zakázku pro společnost Douglas Aircraft Company, a první krok v její pozdější dlouhodobé spolupráci s Námořnictvem Spojených států amerických.

## Vznik a vývoj
Zakázka č. 53305, vypsaná námořnictvem 21. dubna 1921, na pouhých osmnácti stránkách specifikovala požadavky, které vyústily v koupi tří letounů DT (D jako Douglas, T pro torpédový) se sklopnými křídly.
Typ DT měl křídla dřevěné konstrukce, a trup ze svařovaných ocelových trubek, potažený hliníkem ve přední a střední části, a plátnem v zadní. Mohl být vybaven buď plovákovým anebo kolovým podvozkem a hlavní výzbroj tvořilo torpédo o hmotnosti 816 kg (1 800 lb).
Společnost Douglas postavila 46 kusů DT-1 a DT-2 pro Námořnictvo Spojených států amerických, Norské královské námořnictvo a Peruánské námořnictvo. Dvacet kusů bylo postaveno v licenci u Lowe, Willard & Fowler Engineering Company (LWF), šest u Naval Aircraft Factory (NAF) a jedenáct u společnosti Dayton-Wright. Dalších sedm bylo licenčně vyrobeno v Norsku tamní Marinens Flyvebåtfabrik. Ačkoliv v době německé invaze do země se stále nacházely ve službě, v bojích již aktivně nasazeny nebyly.
Letoun poprvé vzlétl v listopadu 1921 a výroba typu trvala do roku 1929. Stroje DT působily z první letadlové lodi US Navy USS Langley, pozemních základen a nosičů hydroplánů. Několik kusů užívala i Námořní pěchota Spojených států amerických. 
Kromě hlavní výrobní varianty, označené DT-2, existovaly i další verze, nesoucí označení DT-4, DT-5, DT-6, a DTB. Stroje licenčně vyrobené společností Dayton-Wright jí byly interně označovány jako SDW.
Typ se stal základem pro letouny Douglas World Cruiser, které v roce 1924 jako první obletěly zeměkouli.

## Varianty

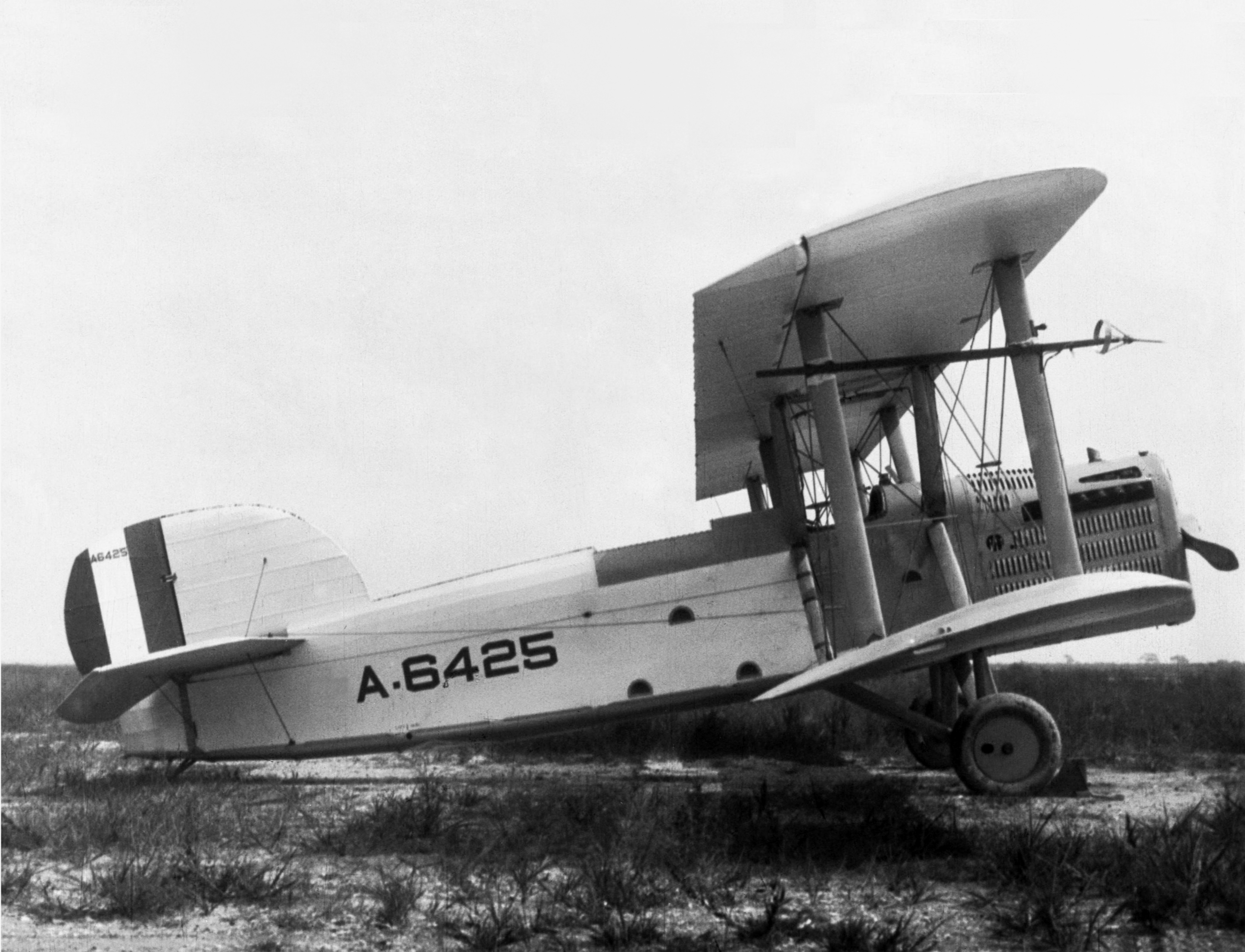
Douglas DT-2 během zkoušek na letišti Langley.

DT-1
Předsériová produkce. Postaveny 3 kusy.
DT-2
Dvoumístný torpédový dvouplošník s motorem Liberty L-12 o výkonu 450 hp (336 kW). Postaveno 63 kusů.
DT-3
Plánovaná modernizovaná verze k jejíž stavbě nedošlo.
DT-4
Čtyři exempláře konvertované v Naval Aircraft Factory na bombardéry s dvanáctiválcovými motory Wright T-2 bez reduktorů.
DT-5
Dva DT-4 vybavené motory Wright T-2B o výkonu 650 hp (523 kW) s reduktory.
DT-6
Jeden DT-2 přestavěný s hvězdicovým motorem Wright P-1 o výkonu 450 hp (336 kW).
DT-2B
Označení jednoho kusu prodaného vládě Norska. V zemi bylo následně licenčně postaveno dalších sedm podobného provedení.
DTB
Exportní verze pro Peru. Čtyři letouny pro Peruánské námořnictvo byly vybaveny dvanáctiválcovými motory Wright Typhoon o výkonu 650 hp (523 kW).
SDW-1
Označení tří DT-2 modifikovaných společností Dayton-Wright.

## Uživatelé
- Norsko
  - Norské královské námořnictvo
- Peru
  - Peruánské námořnictvo
- Spojené státy americké
  - United States Navy

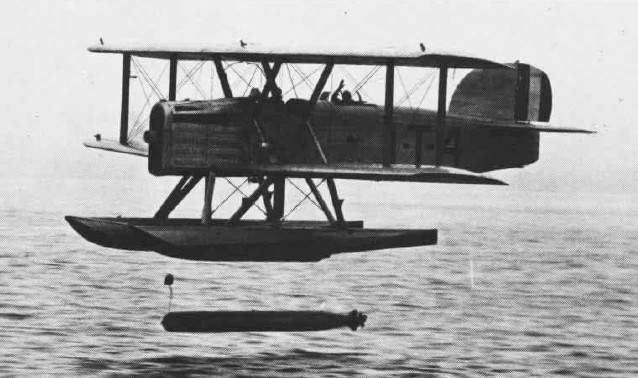
Douglas DT US Navy svrhává torpédo.

  - United States Marine Corps Aviation

## Specifikace (DT-2 s plováky)

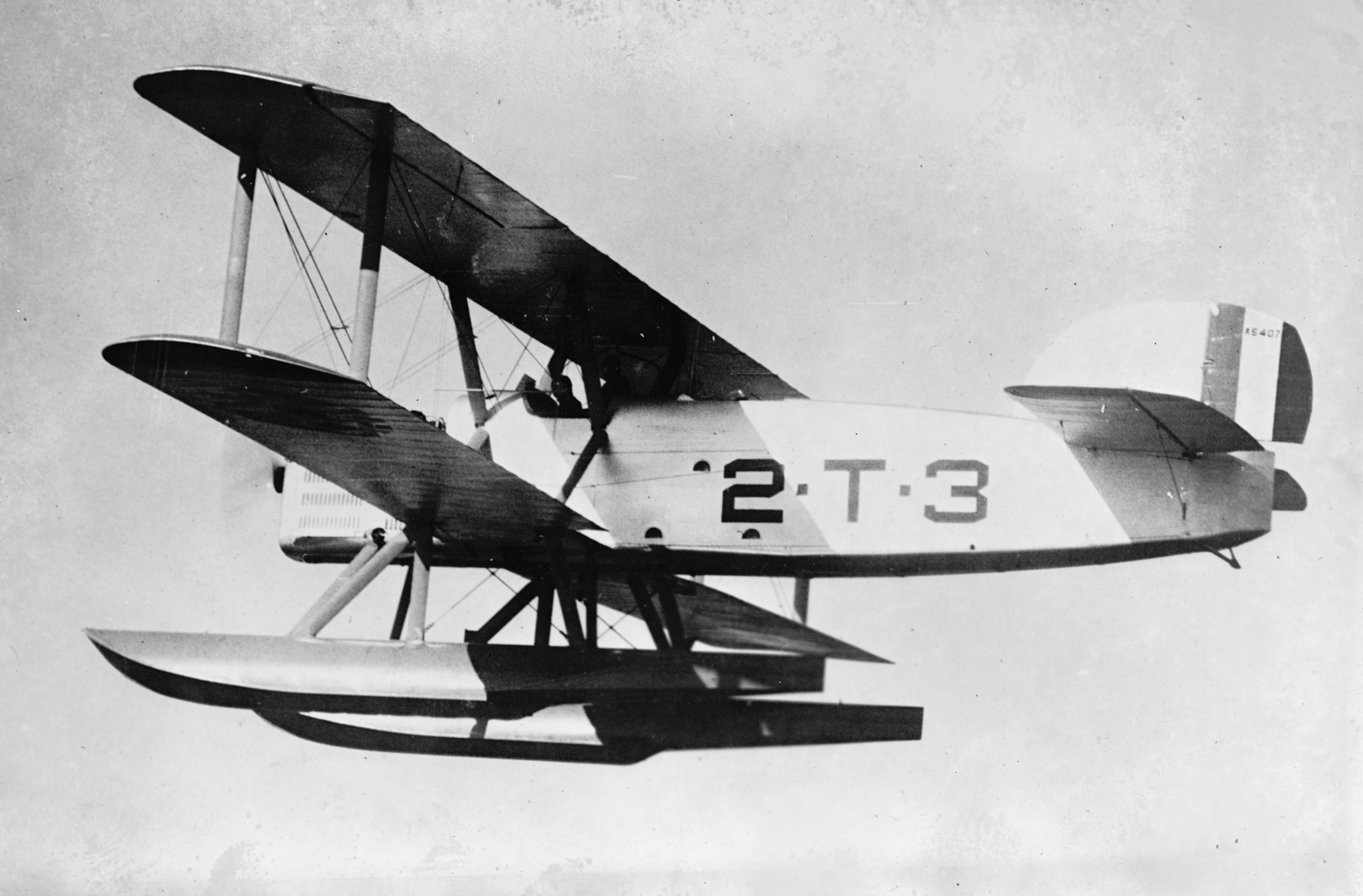
Douglas DT-2 v letu, leden 1923

Údaje podle

### Technické údaje
- Osádka: 2 (pilot a pozorovatel/střelec)
- Délka: 11,8 m (38 stop a 9 palců)
- Rozpětí: 15,8 m (51 stop a 10 palců)
- Výška: 4,6 m (15 stop a 1 palec)
- Nosná plocha: 65,7 m² (707 čtverečních stop)
- Hmotnost prázdného letounu: 2 054 kg (4 528 liber)
- Vzletová hmotnost: 3 308 kg (7 293 lb)
- Pohonná jednotka: 1 × kapalinou chlazený vidlicový dvanáctiválec Liberty L-12
- Výkon pohonné jednotky: 450 hp (340 kW)
- Vrtule: dvoulistá dřevěná

### Výkony
- Maximální rychlost: 161 km/h (87 uzlů, 100 mph)
- Dolet: 441 km (238 nm, 274 mil)
- Dostup: 2 300 m (7 400 stop)
- Stoupavost: 1,75 m/s (345 stop za minutu)
- Doba výstupu: 14,5 min do výše 1 524 m (5 000 stop)
- Zatížení křídel: 50 kg/m² (10,3 lb na čtvereční stopu)
- Poměr výkon/hmotnost: 0,1 kW/kg (0,0617 hp/lb)

### Výzbroj
- 1 × 7,62mm kulomet M1919 Browning
- 1 × letecké torpédo o hmotnosti 832 kg (1 835 lb) nebo stejný náklad pum